# Styria Media Group
Styria Media Group AG je ena največjih medijskih družb v Avstriji. Podjetje deluje tudi v mednarodnem prostoru. Skupina ima v lasti več medijskih in digitalnih tržnic, zlasti v Sloveniji in na Hrvaškem. 98.33 % delnic je v zasebne lasti fundacije Katholischer Medien Verein Privatstiftun.

## Zgodba
Podjetje Styria Media Group je nastalo iz Katholischen Preßverein, ustanovljenega leta 1869 v Škofiji Gradec - Sekova, katere cilj je bil izpolnjevati in spodbujati novinarske naloge v krščanskem duhu, kot je zapisano v kasnejšem programskem dokumentu. Njihova motivacija v času kulturnega boja je bila opredeljena kot odpor proti temu razvoju in razsvetljenstvo z novinarsko dejavnostjo.
Institucije tiskovnega združenja so začele delovati 1. januarja 1870 z odprtjem klubske tiskarne. Od leta 1880 so ustanove tiskovnega združenja delovale pod imenom Styria. Od leta 1886 se je tiskarna Styria smela imenovati cesarsko-kraljeva univerzitetna knjigarna. Leta 1887 se je podjetje razširilo z nakupom tiskarne knjig Gutenberg, leta 1893 pa je bila kupljena tiskarna in knjigarna Stiftersche v Judenburgu. Takrat je založba izdajala predvsem teološko, poljudno, leposlovno in zgodovinsko literaturo ter cerkveno glasbo. Pomembna podlaga za zgodnji uspeh sta bili velikodušnost in daljnovidnost lastnika, ki je kot neodvisna in samoodgovorna organizacija ves ustvarjeni dobiček reinvestiral v podjetje in tako omogočil trajnostno ustvarjanje vrednosti. Vodilna načela podjetja v tistih letih so bila »Fide, Arte, Industria«.
Leta 1904 je bil v Gradcu ustanovljen časopis Kleine Zeitung, ki je bila zasnovan kot dnevni časopis za širšo javnost in si je prizadeval biti blizu ljudem, ne glede na njihovo socialni položaj, izobrazbo ter versko in politično prepričanje. Časopis Kleine Zeitung je postal splošno znan pod imenom "Kreuzerfrosch". Hiperinflacija v dvajsetih letih 20. stoletja je imela vpliv, prav tako pa vse večja politična polarizacija v državi. V dvajsetih in tridesetih letih 20. stoletja je imela družba Styria v lasti tudi druge regionalne časopise, tiskarne, knjižne založbe in knjigarne. Zaradi svoje katoliške usmerjenosti je bilo podjetje med letoma 1938 in 1945 »spravljeno v red« in iz vseh uradnih imen podjetij je bilo izločeno ime Styria. Časopis Kleine Zeitung ter druge dnevne in tedenske časopise, ki jih je izdajala družba, je bilo treba prisilno prodati nacionalsocialistični družbi Südostdeutsche Zeitungsverlags GmbH.
Po koncu vojne je družbo Styria ponovno prevzel njen zakoniti lastnik, Katholischen Pressverein. Časopis Kleine Zeitung, ki so ga sovjetske okupacijske oblasti maja 1945 prepovedale, je lahko ponovno začel izhajati leta1948 in pomembno prispeval h gospodarskemu vzponu na Štajerskem. Leta 1976 je prevzel glavno odgovornost za tednik Die Furche, od leta 1991 pa je postopoma prevzel avstrijski dnevni časopis Die Presse. Leta 1997 se je družba preoblikovala v delniško družbo. 98.33 % delnic je v lasti Katholischer Medien Verein Privatstiftung (prej Katholischer Preßverein Privatstiftung) in 1,67 % družba je v lasti Katholischen Medien Vereins (prej Katholischer Preßverein).
Leta 2001 je Styria vstopila na mednarodni trg z nakupom tradicionalnega časopisa Večernji list, ki mu je leta 2003 sledil vstop na slovenski trg. Med drugim je od leta 2007 do 2014 je v Ljubljani izhajala brezplačna revija Žurnal 24. Spomladi 2009 je začela delovati družba RegionalMedien Austria AG, skupno podjetje Styria in Moser Holding AG v razmerju 50:50 na področju regionalnih brezplačnih tednikov.  Podjetje se je 16. julija 2009 preimenovalo iz Styria Medien AG v Styria Media Group AG. Okoli leta 2015 se je podjetje preselilo v Styria Media Center v okrožju Jakomini v Gradcu.
Leta 2019 je Styria posodobila svoje tiskarne časopisov v Gradcu, Šentvid ob Glini in Zagrebu.

## Mediji
Styria ima številne dnevne časopise, tednike, revije, spletne storitve, radijske postaje, knjižne založbe in agencije. Skupina ima v lasti tudi tiskarska podjetja, podjetja za logistiko, oglaševanje, IT in razvoj programske opreme.

### Dnevni časopisi
- Die Presse (Avstrija)
- Kleine Zeitung (Avstrija)
- 24 sata (Hrvaška)
- Večernji list (Hrvaška)
- Poslovni dnevnik (Hrvaška)

### Tedenski časopisi
- Die Furche (Avstrija)
- der Grazer (Avstrija)
- Woche Steiermark (Avstrija)
- Regional Medien Kärnten (Avstrija)
- Bezirksblätter Burgenland (Avstrija)
- Bezirksblätter Salzburg (Avstrija)
- Bezirksblätter Tirol (Avstrija)
- Bezirksblätter Niederösterreich (Avstrija)
- BezirksRundSchau (Avstrija)
- BezirksZeitung (Avstrija)
- G7, tudi G7 – Die Stadtzeitung (Avstrija)

### Revije
- miss (Avstrija)
- Sport aktiv (Avstrija)
- Pharmonia (Slovenija)

### Spletni mediji (izbor)
- diepresse.com (Avstrija)
- kleinezeitung.at (Avstrija)
- kleinezeitung.at/next (Avstrija)
- lebexund.jetzt (Avstrija)
- meinbezirk.at (Avstrija)
- willhaben.at (Avstrija)
- ichkoche.at (Avstrija)
- ligaportal.at (Avstrija)
- gesund.at (Avstrija)
- 24sata.hr (Hrvaška)
- vecernji.hr (Hrvaška)
- njuskalo.hr (Hrvaška)
- poslovni.hr (Hrvaška)
- miss7.24sata.hr (Hrvaška)
- zurnal24.si (Slovenija)
- med.over.net (Slovenija)
- bolha.com (Slovenija)
- mojedelo.com (Slovenija)

### Avdiovizualni mediji
- Antenne Steiermark (Avstrija)
- Antenne Kärnten (Avstrija)
- Schlagerradio Flamingo (Avstrija)

### Knjižne založbe
- Styria Verlag (Avstrija)
- Kneipp Verlag (Avstrija)
- Molden Verlag (Avstrija)
- Pichler Verlag (Avstrija)

Nekoč
- Styria regional Verlag (Österreich) – darin Carinthia, Edition Oberösterreich, Styriaca und Edition Tirol